# Руснак Інна Валеріївна
Руснак Інна Валеріївна (* 24 січня 1988 року, м. Сокиряни Чернівецька область — українська Журналістка. Поетеса.

## Біографія
Інна Руснак народилася 24 січня 1988 року в м. Сокиряни Чернівецької області Україна. Закінчила загальноосвітню школу № 1 у місті Новодністровськ. Впродовж десяти років займалася в гуртку «Художня обробка соломки» Будинку дитячої творчості, у літературній студії «Струни душі» у м. Новодністровськ. Вищу освіту здобула на факультеті філології Чернівецького національного університету імені Юрія Федьковича (2011). Працює кореспондентом видання «Наша газета. Новодністровськ».

## Творчі набутки
Поезії Інни Руснак друкувалися в альманасі «Українська ластівка», «Буковинському журналі», газетах: «Буковинське віче», «Буковина», «Журавлик», «Літературна Україна», «Наша газета. Новодністровськ»… Декілька її віршів покладено на музику членом Асоціації композиторів-піснярів Національної Всеукраїнської музичної спілки Михайлом Рожком. Поезії Інни Руснак вийшли окремими книгами:
- У віршах захисту шукаю: поезії.- Чернівці: Місто, 2010. — 160 с. — ББК 84 (4УКР)Р88.
- Трагедія закоханого серця. — Чернівці: ДрукАрт, 2012. — 152 с. — ISBN 978-966-2021-66-0.

## Відзнаки, нагороди
- Член Національної спілки журналістів України (НСЖУ).
- Гран-прі ІІ Всеукраїнського благодійного фестивалю дитячої та юнацької творчості «Звичайне диво» (м. Київ, 2005).